# セルダル・アジズ
セルダル・アジズ（Serdar Aziz, 1990年10月23日 - ）は、トルコ・ブルサ出身のサッカー選手。フェネルバフチェSK所属。トルコ代表。ポジションはDF (CB)。

## 経歴

### クラブ
ブルサスポルの下部組織出身。2006年にトップチームの練習に参加。2007年にはブルサ・メリノスポルの下部組織へレンタル移籍している。2008-09シーズンにはブルサスポルへ復帰し2008年10月25日のフェネルバフチェSK戦にて公式戦初出場を果たした。翌2009-10シーズンはリザーブチームでプレー。リーグ戦の出場は訪れなかったが登録はされていたためクラブ史上初となるスュペル・リグ制覇を達成した一員となった。
リーグ王者として迎えた2010-11シーズンよりトップチームに昇格して出場機会を増やしUEFAチャンピオンズリーグのバレンシア戦とレンジャーズ戦にも出場。2015年にイブラヒム・オズテュルクが退団するとキャプテンに就任した。
2016年6月、ガラタサライSKへ4年契約で完全移籍。移籍金は200万ユーロ。2016年10月25日に行われたテュルキエ・クパスのデルシムスポル戦でデビュー。このシーズンは怪我による離脱が長く出場機会に恵まれなかったものの、以降はレギュラーとして活躍。2018-19シーズンもリーグ戦10試合に先発出場していたが、クラブの公式発表では体調不良のため欠場した2018年12月23日のスィヴァススポル戦の後にアジズの妻がモルディブでのバカンス中の写真をインスタグラムで投稿し、アジズの姿も写されていたことが発覚（後に当該記事は削除）したことでクラブの逆鱗に触れ、罰金処分を科すとともに、今後の練習参加も禁じ、冬の移籍市場で放出される見込みとトルコ紙『ミリイェット』など複数メディアで報じられた。
2019年1月30日、フェネルバフチェSKへ完全移籍。

### 代表
U-16トルコ代表以降全ての世代別代表に選出され、2014年11月16日のカザフスタン戦でA代表デビュー。
EURO2016予選では7試合に出場したものの、本大会のメンバーには選出されなかった。

## タイトル

### クラブ
ブルサスポル
+ スュペル・リグ : 2009-10
ガラタサライ
- TFFスュペル・クパ : 2016
- スュペル・リグ : 2017-18